# 耶焦拉克湖
53°42′58″N 19°38′44″E / 53.71611°N 19.64556°E

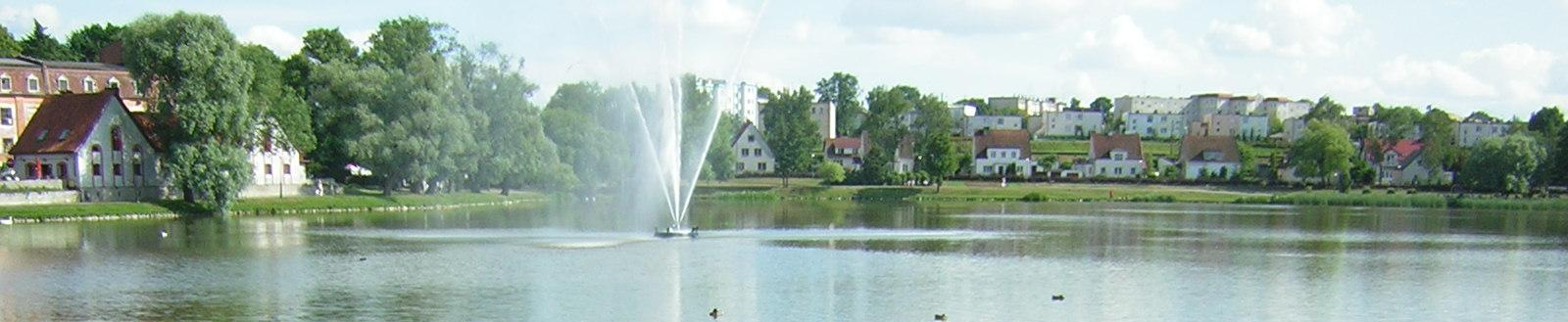

耶焦拉克湖是波蘭的湖泊，位於該國北部瓦爾米亞-馬祖里省，長27.45公里、寬2.4公里，面積32.19平方公里，海拔高度99.4米，平均水深4.1米，最大水深13米，湖中有20座島嶼。